# جون لويس (قسيس بريطاني)
جون لويس (بالإنجليزية: John Lewis)‏ هو قسيس بريطاني، ولد في 1947.